# Favio Damián Fernández
Favio Damián Fernández (Quilmes, 25 de juliol de 1972) és un exfutbolista argentí. Ocupava la posició de migcampista.
Va destacar a Gimnasia La Plata, en el qual va militar en dues etapes. També va militar al RCD Espanyol, de la primera divisió espanyola, a Independiente o a Unión de Santa Fe, entre d'altres.